# 凯尔拉兹
凯尔拉兹（法語：Kerlaz，法語發音：[kɛʁlaz]）是法国菲尼斯泰尔省的一个市镇，属于沙托兰区。

## 地理
凯尔拉兹（48°5'32"N, 4°16'26"W）面积11.45 平方千米，位于法国布列塔尼大區菲尼斯泰尔省，该省份为法国最西部的省份，位于布列塔尼半岛西部，北西南三面环大西洋，东临阿摩尔滨海省和莫尔比昂省。
与凯尔拉兹接壤的市镇（或旧市镇、城区）包括：洛克罗南、杜瓦讷内、勒瑞克、普洛戈内克、普洛内韦波尔宰。

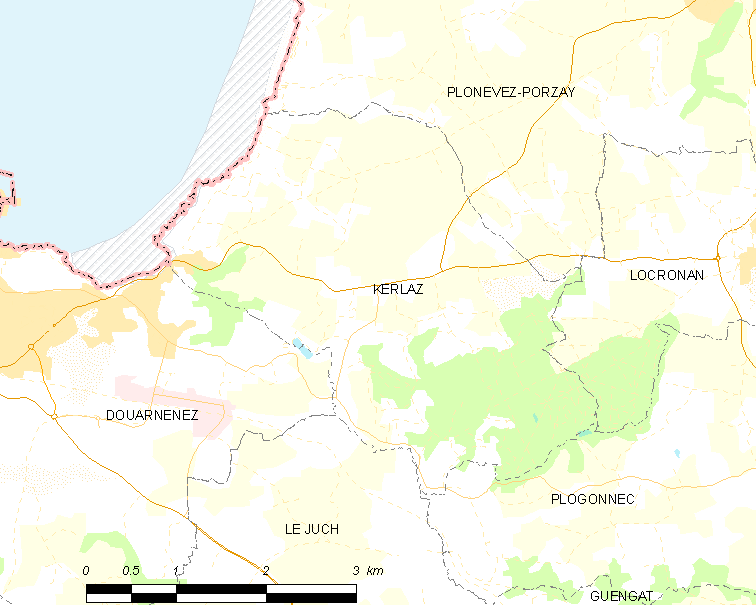
凯尔拉兹的OSM定位图

凯尔拉兹的时区为UTC+01:00、UTC+02:00（夏令时）。

## 行政
凯尔拉兹的邮政编码为29100，INSEE市镇编码为29090。

## 政治
凯尔拉兹所属的省级选区为杜瓦讷内县。

## 人口

1962-2008年间凯尔拉兹人口变化图示

凯尔拉兹于2022年1月1日时的人口数量为798人。